# 唐·切里
唐纳德·斯图尔特·唐·切里，（英語：Donald Stewart "Don" Cherry，1934年2月5日—）是一位加拿大冰球解说员。他还是一位专栏作家，退役冰球运动员和國家冰球聯盟教练。切里是节目加拿大冰球之夜中的环节Coach's Corner的主持人之一，另一位是Ron MacLean，他还为美国的ESPN工作，在斯坦利杯季后赛做为解说员。